# Högsäterleden
Högsäterleden är Värmlands sista kvarvarande allmänna färjeled och Sveriges kortaste färjeled för biltrafik. Den korsar den 75 meter breda Byälven mellan Fyksnäs och Högsäter, Säffle kommun och är avgiftsfri. 
Den trafikeras av den lindragna färjan Byälvan, som är byggd 1955 och lastar maximalt fyra personbilar varje tur. Färjan är Färjerederiets minsta bilfärja, och färjeleden är med sina 75 meter rederiets kortaste. När färjan sjösattes 1955 var den eldriven, men sen 1963 drivs den av en dieselmotor.
Färjan är en del av en lång tradition, trafiken över älven har pågått sedan tidigt 1700-tal och det finns lämningar av järnåldersboplatser och gravhögar på bägge sidor om älven. På grund av färjeledens korta längd och de höga underhållskostnaderna (färjan sysselsätter fem heltidstjänster) har förslagen återkommit igenom årens lopp om att ersätta färjan med en bro. Det skulle dock bli kostsamt eftersom det behövs en öppningsbar bro eller en bro med 16 meters segelfri höjd liknande den 600 meter långa Skasåsbron längre norrut.
Färjan går enligt tidtabellen cirka 45 gånger per dag i vardera riktning. I praktiken väntar dock inte personalen på tidtabellens avgångstider, utan kör färjan när någon bil vill över. 